# I viaggi di Gulliver (miniserie televisiva)
I viaggi di Gulliver (Gulliver's Travels) è una miniserie televisiva in due puntate del 1996 basata sull'omonimo romanzo di Jonathan Swift. La miniserie ha come protagonista l'attore Ted Danson nel ruolo di Lemuel Gulliver ed è conosciuta per essere uno dei pochi adattamenti del romanzo di Swift a seguire tutti e quattro i viaggi del protagonista.
La struttura narrativa della storia si sposta avanti e indietro nel tempo. Gulliver racconta le sue avventure inizialmente alla moglie e al figlio e successivamente alle persone presenti nel manicomio di Londra dove è stato ricoverato, ed attraverso alcuni flashback vengono mostrate le immagini dei suoi viaggi.
La miniserie è fedele al romanzo, ma il finale è stato modificato per dare una conclusione più ottimistica alla storia. Nel libro Gulliver è impressionato a tal punto dal paese utopistico degli Houyhnhnms che al suo ritorno in Inghilterra decide di vivere nella stalla insieme ai suoi cavalli, mentre nella miniserie riesce a riprendersi da questa ossessione e si ricongiunge a sua moglie e a suo figlio.

## Produzione
Il progetto era in via di sviluppo già nel 1989, ma prima di trovare il sostegno finanziario per la sua realizzazione passarono anni.
La produzione della miniserie ha richiesto un uso massiccio di effetti speciali. La Jim Henson's Creature Shop si occupò della creazione di diverse CGI e anche della creazione di protesi per gli Yahoo. Il produttore Duncan Kenworthy dichiarò che il progetto era in via di sviluppo mentre Jim Henson era ancora in vita e che per lui la cosa più importante era quella di adattare tutto il libro.
Le riprese si sono svolte nel Regno Unito e in Portogallo, nella sala della biblioteca del Palazzo Nazionale di Mafra.

## Distribuzione
La miniserie è andata in onda in prima visione assoluta sul canale televisivo statunitense NBC il 4 febbraio 1996. Successivamente è stata mandata in onda nel Regno Unito su Channel 4 il 7 aprile 1996, in Germania il 24 maggio, in Portogallo il 16 luglio, in Francia il 25 dicembre, in Svezia tra il 29 e 30 dicembre e in Finlandia il 20 settembre 1998. In Italia è stata trasmessa su Canale 5 tra il 24 e il 27 novembre 1996.

## Riconoscimenti
La miniserie ha ricevuto numerosi premi e nomination tra il 1996 e il 1997, vincendo tra gli altri cinque Premi Emmy, un British Academy Television Awards e un Satellite Awards.